# 有漢町
有漢町（うかんちょう）は、かつて岡山県の中央部（上房郡）にあった町である。現在は合併により高梁市となっている。
町役場は高梁市役所有漢地域局が置かれていたが、県道49号沿いに建設された高梁市有漢地域センター内へ2005年2月28日に移転された。
有漢町は、石の風車が並ぶ「うかん常山公園」を地域のシンボルとして整備し、「風をあつめ、風をおこす」をキャッチフレーズに、地域交流を重視したまちづくりを推進してきた。地域のNPO法人「夢風車うかん」は、紙ひこうき大会やバレンタインキャンドルナイトなど親子向けのイベントを開催し、地域活性化に貢献している。また、就農や移住を支援する「風を集める会」も発足し、定住促進を目的とした取り組みが行われている。

## 地理
吉備高原に位置し、高原と山林で占められていた。町の中央部にある常山公園には「石の風ぐるま」があり、有漢町のシンボルとなっている。

### 隣接市町村
- 真庭市・吉備中央町

## 歴史

### 沿革
- 1889年（明治22年）6月1日 - 上房郡有漢村・上有漢村が発足。
- 1956年（昭和31年）4月1日 - 上房郡有漢村・上有漢村の2村が合併し町制を施行、有漢町となる。
- 2004年（平成16年）10月1日 - 高梁市（初代）、川上郡成羽町・川上町・備中町との対等合併により高梁市（2代）となる。同日、有漢町も廃止された。

### 日露戦争後の発展
日露戦争後の1909年（明治42年）、佐藤兵八、佐藤晋一など有漢村のリーダーを輩出していた大地主である佐藤家が倒産、東京で宗教思想家として活躍していた綱島梁川や当時の村長の柴原宗助が相次いで亡くなり、有漢村は存亡の危機に直面していた。佐藤家の倒産の影響は大きく、佐藤家が所有していた田畑や山林の多くが村外の人々の手に渡った。また納税できるものは全体の2割程度しかいなかった。
明治の初めから有漢村に医師として赴任していた神崎秀甫や佐藤晋一のもとで、理想の村づくりを見ていた中山祇重と蛭田伝助が有漢村の危機を救うために立ち上がった。中山祇重は柴原宗助の後の村長になり、蛭田伝助は助役となった。有漢村の立て直しの第一として、村外の人手に渡った田畑を村に買い戻すことから着手した。そのためには多額のお金が必要になるため、信用組合を創立、養魚場の経営、大正醸造の経営、村民へ副業のすすめ、山林の村営化、貸家事業をおこなった。蓄えた資金で土地を買い戻し、さらに教育にも力を入れていった。

### 有漢教員養成所開校から閉校まで
明治時代、学校の先生になるには「師範学校」に進まなければいけなく、有漢教員養成所などの教員養成所ができるまでは、岡山県には岡山市に岡山県師範学校の1校だけしかなかった。1904年（明治37年）の日露戦争に若い人たちが出兵したため学校に若い先生がいなくなってしまった。村民は何とかしないといけないと考え、村役場主導で、現在の有漢西小学校の敷地内にあった農業補助学校を教員養成所に変えて教員を増やすこととした。農業補習学校校長の片山泰治郎が農業の勉強のために作った学校だったが、入学する生徒が少なかったことも影響していた。県議会議員の佐藤晋一や上房郡内の多くの有識者の賛同をもらい、岡山県の認可を得て明治37年、農業補習学校併設の有漢教員養成所（現在の有漢西小学校の地に）が開校されるに至った。教員養成所の開校1年目の生徒数は、男子31人、女子20人の43人。最初の10年間は有漢村の財政が厳しかったため、運営自体厳しいものであった。そんな時代でも村民は教育の灯を消してはならないと懸命に踏ん張った。教員養成所は次第に岡山県内だけでなく全国的にも知られていくようになった。1913年（大正2年）、金岡助九郎が有漢高等小学校の校長として赴任し、同じく教員養成所の所長となった。金岡助九郎はその後、教員養成所に専念して教員養成に総力をあげていった。財団法人にして学校の経営のための資金を多くの人から寄付してもらえるようにした。そこで学ぶ生徒たちの授業料は無料になった。女子の教育にも力を入れるため1921年（大正10年）4月、高等女学校を開校した。授業料は村が負担したため、有漢村の就学率は99.1%と病人を除けば全員であった。有漢教員養成所の評判は全国に広がり入学希望者が多くなり定員を400名に増やした。日本国内からだけでなく台湾から多い時で70人、朝鮮からも数名の生徒を受け入れていた。そしてこの年から裁縫専科教員部（女子）も開設したため、敷地内には1000人以上の生徒で溢れていた。校舎も白亜の校舎として新築され、洋風建築の学校として岡山県内だけでなく日本全国に注目されていた。1928年（昭和3年）に教員養成所が高梁町（現在の高梁市）に移転されるまでの25年間に、教員養成所の卒業生は3600人以上にのぼる。

## 大字
- 有漢（うかん）：現在は高梁市有漢町有漢
- 上有漢（かみうかん）：現在は高梁市有漢町上有漢

## 地域

### 教育
- 有漢町立有漢こども園（現・高梁市立有漢こども園）
- 高梁市立有漢学園（旧：有漢西小学校・有漢小学校・有漢中学校を統合）

高梁市立有漢学園は、小中一貫教育を行う義務教育学校である。有漢学園は、国の制度に基づいて設置された義務教育学校で、1年生から9年生（小学校1年～中学校3年）までの一貫教育を行っている。
また、岡山県教育委員会より英語特認校に指定されており、ALTの活用や英語活動の充実に取り組んでいる。少人数教育の利点を活かし、地域との連携や体験活動を重視した特色ある教育が行われている。

### 陰山メソッドフラグシップ
有漢西小学校は2015年（平成27年）年1月に隂山英男支援のもと、岡山県で初めて陰山メソッドを導入した。

## 特産品
有漢町は、果物栽培に適した気候と地形を活かし、上質な果物の生産が盛んな地域である。
- ピオーネ - 大粒で果汁が豊富な黒ブドウで、甘みと酸味のバランスに優れ、岡山県を代表する品種のひとつ。町内では標高の高い冷涼な環境を活かして、果実が引き締まり濃厚な味わいのピオーネが生産されている。
- シャインマスカット - 種がなく皮ごと食べられる黄緑色の高級ブドウで、糖度が高く芳醇な香りが特徴。有漢町でも栽培が広がっており、昼夜の寒暖差と水はけの良い土壌により、食味の良い果実が育まれている。
- 晴王 - シャインマスカットの中でも、糖度や外観など厳しい基準を満たした果実にのみ与えられる岡山県の高級ブランド名。有漢町でも多くの生産者が「晴王」認定を受けており、贈答用として高い評価を得ているが、希少価値が高く流通量は少ない。
- 桃 - 岡山県の名産である白桃も町内で栽培されており、夏季には直売所などで新鮮な桃が出荷されている。

これらの果物は、有漢町の昼夜の寒暖差が大きい内陸性の気候や、南向き斜面に広がる水はけの良い丘陵地といった自然条件を活かして栽培されており、品質の高さで知られている。

## 交通
- 町内を走る高速道路：岡山自動車道　有漢インターチェンジ
- 町内を走る一般国道：国道313号（ロマンチック街道313）
- 町内を走る県道
  - 岡山県道49号高梁旭線
  - 岡山県道156号賀陽有漢線
  - 岡山県道312号宮地有漢線
  - 岡山県道332号栗原有漢線
  - 岡山県道440号上有漢北房線

## 名所・旧跡・観光スポット・祭事・催事
- うかん常山公園
- 紙ひこうき大会[9]毎年5月5日
- 有漢グランドゴルフ場
- 農村公園
- 常山城址
- 国指定重要文化財　臍帯寺石幢及び石塔婆[10]保月六面石幢、保月の二重塔、保月の五輪塔群など
- 秋庭氏歴代の墓

## 人物
- 天野昇 - 元日本原子力研究所副理事長
- 秋庭三郎重信
- 伊賀章 - ソニー取締役
- 大本修 - NASA客員研究員。金属バット開発
- 神崎三益 - 日本赤十字社常務理事、日本病院会第3代会長
- 佐藤兵八 - 衆議院議員
- 綱島梁川 - 宗教思想家
- 綱島静観
- 蛭田禎男 - 教育者・歴史家
- 蛭田道夫 - 元日本環境認証機構社長
- 森謙治 - 化学者。東京大学名誉教授